# La Tabla de los Pueblos

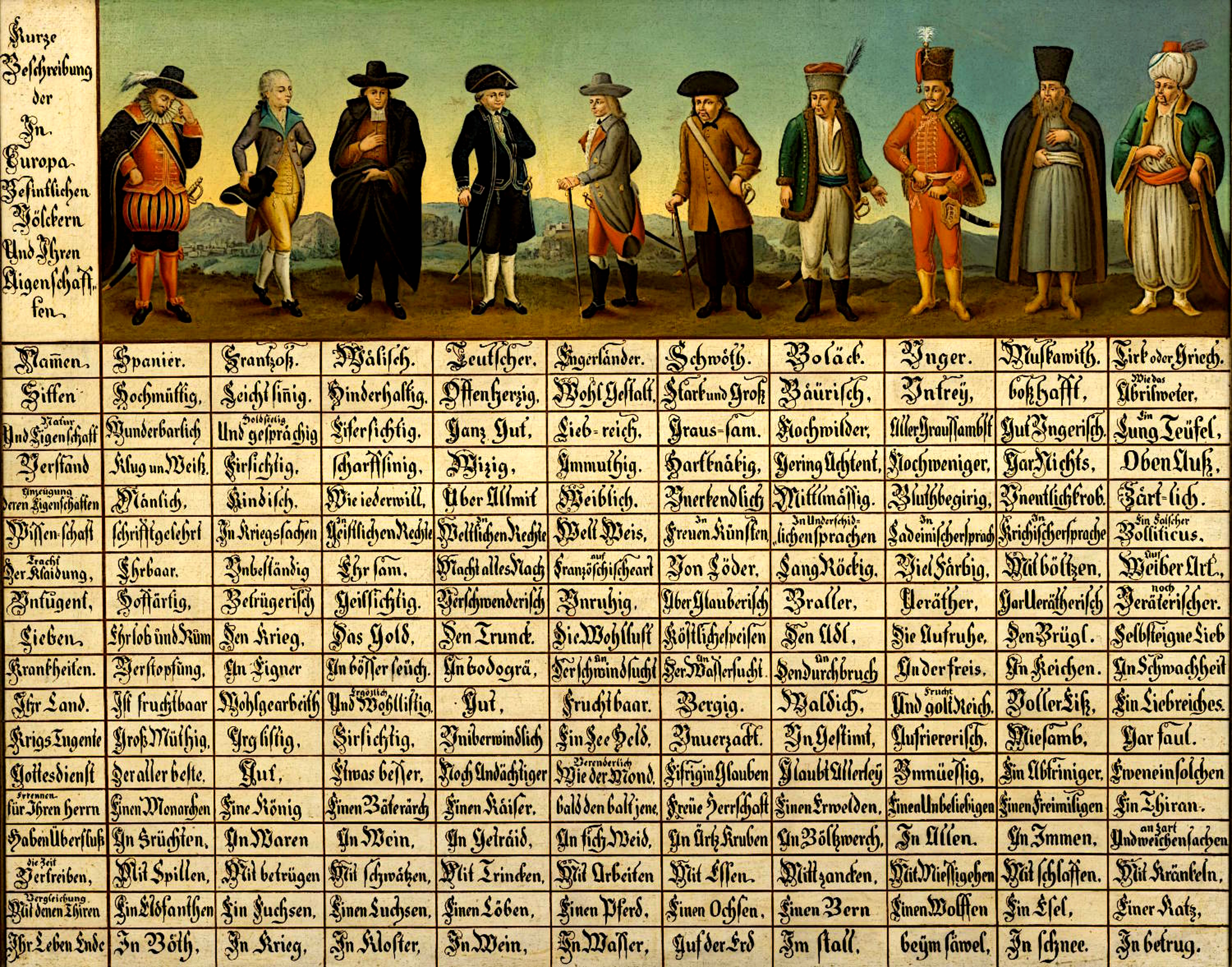
La Tabla de los pueblos

La Tabla de los pueblos (también conocida como Tabla de los pueblos estiríaca) es una pintura al óleo de comienzos del siglo XVIII, de autor anónimo.
Esta obra, procedente de Estiria, es una representación pictórica de los pueblos europeos, donde ordenadas tabuláricamente, encontramos una descripción de sus distintas características. Hoy en día puede verse como fuente de estereotipos étnicos e históricos.
En la parte superior de la tabla (104 x 126 cm.) se encuentran representadas las imágenes de las personas relacionadas que coinciden con la explicación de su país en vertical. Se conocen seis copias, sin saber cual de ellas es la original. Tres se encuentran en colecciones particulares, otras en el Museo austriaco de Etnología de Viena, en el Museo de historia de Bad Aussee y Moosham y otra en la recepción de un antiguo convento cerca del río Mosela, en Bernkastel-Kues.

## Contenido
| ×                              | Españoles         | Franceses                 | Italianos          | Alemanes         | Ingleses                   | Suecos                         | Polacos          | Húngaros             | Rusos                | Turcos o griegos          |
| ------------------------------ | ----------------- | ------------------------- | ------------------ | ---------------- | -------------------------- | ------------------------------ | ---------------- | -------------------- | -------------------- | ------------------------- |
| Apariencia                     | Altiva            | Ligera                    | Alevosa            | Franca           | Amena                      | Grande y fuerte                | Rústica          | Desleal              | Malintencionada      | Como el tiempo de abril   |
| Naturaleza y Carácter          | Espléndidos       | Amigables y comunicativos | Celosos            | Del todo buenos  | Gentiles                   | Brutos                         | Aún más salvajes | Los más salvajes     | Muy húngaros         | Mentirosos                |
| Entendimiento                  | Despierto y sabio | Cuidadoso                 | Agudo de ingenio   | Divertido        | Elegante                   | Obstinado                      | Desdeñoso        | Más desdeñoso        | Ninguno              | Tonto                     |
| Cualidad                       | Masculina         | Infantil                  | Oportunista        | Siempre presente | Femenina                   | Inescrutable                   | Regular          | Sanguinaria          | Ilimitadamente zafia | Cariñosa                  |
| Ciencia                        | Escritura         | Arte de la guerra         | Derecho canónico   | Argumentación    | Geografía                  | Artes liberales                | Idiomas          | Latín                | Griego               | Política fraudulenta      |
| Vestimenta                     | Respetable        | Caprichosa                | Gloriosa           | Copiones         | Siguiendo la moda francesa | Cuero                          | Faldas largas    | Variopinta           | Pieles               | Afeminada                 |
| Vicio                          | Vanidosos         | Fraudulentos              | Lascivos           | Derrochadores    | Inquietos                  | Supersticiosos                 | Insaciables      | Traidores            | Aún más traicioneros | Los más traicioneros      |
| Inclinación                    | Gloria y fama     | Guerra                    | Oro                | Beber            | Diversión                  | Alimentos costosos             | Nobleza          | Escándalo            | Palizas              | Narcisismo                |
| Enfermedades                   | Estreñimiento     | Sífilis                   | Epidemias          | Gota             | Tisis                      | Hidropesía infecciosa          | Diarrea          | Epilepsia            | Tos ferina           | Inanición                 |
| Su país                        | Fértil            | Bien labrado              | Bello y placentero | Bueno            | Fértil                     | Montañoso                      | Boscoso          | Rico en frutas y oro | Helado               | Lindo                     |
| Virtud en la guerra            | Magnánimos        | Astutos                   | Cuidadosos         | Invencibles      | Héroes del mar             | Intrépidos                     | Impetuosos       | Tumultuosos          | Laboriosos           | Flojos                    |
| Religiosidad                   | Sobresaliente     | Buena                     | Algo mejor         | Muy piadosa      | Variable como la luna      | Fervorosa en la creencia       | Crédula          | Enérgica             | Incrédula            | Algo semejante            |
| Reconocen como dirigente a     | Un monarca        | Un rey                    | Un patriarca       | Un káiser        | A veces a tal, otras a tal | Un señorío libre               | Uno escogido     | Alguien determinado  | Un voluntario        | Un tirano                 |
| Tienen sobreabundancia de      | Frutas            | Mercancía                 | Vinos              | Pan              | Productos pesqueros        | Productos trabajados en madera | Pieles           | Todo                 | Abejas               | Cosas blandas y delicadas |
| Ocupan su tiempo               | Jugando           | Engañando                 | Cotorreando        | Bebiendo         | Trabajando                 | Comiendo                       | Peleando         | Vagando              | Durmiendo            | Enfermándose              |
| Equivalente en el reino animal | Elefante          | Zorro                     | Lince              | León             | Caballo                    | Buey                           | Oso              | Lobo                 | Burro                | Gato                      |
| Mueren                         | En cama           | En armas                  | En un monasterio   | En vino          | En agua                    | Sobre la tierra                | En el establo    | Bajo un abanico      | En la nieve          | En un embrollo            |